# Greg Mancz
Gregory Brian Mancz (* 23. April 1992 in Cincinnati, Ohio) ist ein US-amerikanischer American-Football-Spieler. Er spielte auf der Position des Offensive Lineman in der National Football League (NFL).

## College
Zwischen 2010 und 2014 besuchte Mancz die University of Toledo. Nachdem er 2010 ein Redshirt-Jahr einlegte, begann er 2011 für die Toledo Rockets College Football zu spielen. In seiner ersten Saison spielte er alle 13 Spiele als Starter auf der Position des rechten Guards. Er wurde für seine guten Leistungen von Yahoo Sports First-team Freshman All-American und von Phil Steele zum Third-team Freshman All-American gewählt.
2012 startete er ebenfalls alle 13 Spiele. Er wurde für seine guten Leistungen ins Third-team All-MAC gewählt. 2013 spielte er die ersten drei Spiele als rechter Tackle, ehe er für die restlichen zehn Spiele zurück auf die Position des Guards wechselte. Er wurde in jenem Jahr ins Second-team All-MAC gewählt.
In seiner letzten Saison spielte er auf der Position des Centers, wo er den zuvor graduierten Zac Kerin ersetzte. Auf dieser Position erhielt er den Vern Smith Leadership Award als Spieler des Jahres der Mid-American Conference. Er war der erste Offensive Linemen, der diesen Award gewann. Die Football Writers Association of America wählte ihn zum Second-team All-American. Für seinen Einsatz innerhalb seiner Community wurde er zu einem der Finalisten der Wuerffel Trophy. Nach seiner Karriere an der University of Toledo erhielt er eine Einladung zum East-West Shrine Game, konnte aber nach einer Schulterverletzung im Vorbereitungstraining nicht teilnehmen. Zum 100-jährigen Jubiläum der Rockets 2017 wurde Mancz auf Platz 36 des All-Century Teams gewählt.

## NFL
Nachdem Mancz im NFL Draft 2015 nicht ausgewählt wurde, verpflichteten ihn im Mai 2015 die Houston Texans. Nach einer Knieverletzung im Spiel gegen die Tennessee Titans wurde er am 3. November 2015 auf der Injured Reserve List platziert. In der Saison 2016 wurde er zum Starting-Center ernannt.
In der Saison 2017 war er zu Beginn der Backup aller Offensive-Line-Positionen. Den Job des Starting-Centers musste er an Nick Martin zurückgeben, welcher die vorangegangene Saison wegen einer Knöchelverletzung aussetzen musste. Bereits am zweiten Spieltag wurde er jedoch zum Starting-Right-Guard, da sich Jeff Allen am ersten Spieltag verletzte. Mancz zeigte gute Leistungen, weshalb Texans-Head-Coach Bill O’Brien entschied auch im Falle einer Rückkehr Allens Mancz weiter starten zu lassen. Bereits am dritten Spieltag verletzte sich Mancz jedoch, woraufhin er mehrere Wochen ausfiel und seinen Starting-Job an Allen abgeben musste. Zum 13. Spieltag wurde Mancz erneut zum Starting-Right-Guard. Am 16. Spieltag startete er auf der Position des Centers, nachdem sich Martin erneut verletzte.
Nach der Saison wurde er zum Restricted Free Agent. Er erhielt von den Texans einen Einjahresvertrag über 1,97 Millionen Dollar. Er unterschrieb das Angebot am 16. April 2018. Am 30. August 2018 verlängerte er seinen Vertrag bis zur Saison 2020. 2018 startete er in vier Spielen, 2019 nur noch in einem. Vor Saisonbeginn 2020 wurde Mancz entlassen. Einen Tag später wurde er für den Practice Squad wiederverpflichtet. Insgesamt kam er in der Saison 2020 in vier Spielen zum Einsatz, ausschließlich in den Special Teams. Nach der Saison wurde er entlassen.
Im Anschluss nahmen die Baltimore Ravens vor der Divisional Round der Playoffs 2020 Mancz in ihren Practice Squad auf. Im August 2021 wurde er zusammen mit einem Austausch von Spätrundenpicks zu den Miami Dolphins getradet. Er kam in fünf Spielen als Center zum Einsatz, vier davon als Starter, ehe er am 10. November 2021 auf der Injured Reserve List platziert wurde.
Am 21. März 2022 nahmen die Buffalo Bills Mancz unter Vertrag. Im Rahmen der finalen Kaderverkleinerung vor Saisonbeginn wurde er entlassen, jedoch für den Practice Squad wiederverpflichtet. Am 18. November 2022 wurde er entlassen. Am 22. November 2022 nahmen die Cleveland Browns Mancz unter Vertrag. Am 23. Dezember 2022 wurde er entlassen. Am 3. Januar 2023 nahmen die Minnesota Vikings Mancz in den Kader auf. Am 14. Januar 2023 wurde er entlassen. Am 19. Januar 2023 nahmen die Bills Mancz erneut in ihren Practice Squad auf. Im Rahmen der finalen Kaderverkleinerung wurde er erneut entlassen und kurz darauf für den Practice Squad wiederverpflichtet.